# Isopentényladénine
L’isopentényladénine (IPA) (C10H13N5) est une hormone naturelle végétale de la famille des cytokinines. 
C'est la seconde cytokinine découverte à partir de plantes atteintes par la bactérie Rhodococcus fascians.